# Physemops azul
Physemops azul är en tvåvingeart som beskrevs av Wirth 1970. Physemops azul ingår i släktet Physemops och familjen vattenflugor. Inga underarter finns listade i Catalogue of Life.